# Pont Brunon-Valette
 (juillet 2017).
Le Pont Brunon Valette dit Pont Bowstring (1947) est un des vingt ponts construit dans la commune de Rive-de-Gier, dans la commune de la Loire. 
Il est appelé Pont Bowstring en raison de l'anglais bow string (corde d'arc). Il fut construit par les Établissements Haour Frères à la demande de Barthélémy Valette pour l'usine Brunon Valette devenue la S.S.F.R. Il fut construit de biais et a été mis en service en novembre 1947. 
Ce pont permettait le transport de marchandises et l'accès au chemin de fer

## Histoire
Les Établissements Brunon-Valette avaient déjà construit dans la seconde moitié du XIXe siècle, un pont qui figure sur un plan de 1893 alors qu'il n’apparaît pas sur un plan de 1890. Il était placé 200 mètres en aval de celui-ci et se trouvait à 200 mètres environ du Pont d'Egarande.  
Sa démolition a succédé à l'achèvement du pont devant un nouveau pont, mise en service en 1947, le Pont Bowstring (bow = arc, string = corde) jeté en biais sur le cours du Gier permettait un embranchement mieux adapté à l'importance de la production de cette usine et un accès plus commode à la ligne SNCF. 

## Description
Construit en béton armé, il enjambait le Gier d'une seule portée ; son tablier plat, large de 5 mètres de long de 22 mètres ne portait qu'une seule voie ferrée. Des plaques tournantes, à chacune de ses extrémités facilitaient là manœuvres des wagons et leur accès à la voie ferrée. 
En tout sa longueur est de 43 mètres avec une portée de 40 mètres. 